# Córrego São Geraldo
O Ribeirão São Geraldo é um ribeirão brasileiro que nasce na região central do município fluminense de Volta Redonda, e deságua no Rio Paraíba do Sul, sendo portanto um sub-afluente deste.